# Иудаизм и христианство
Христианство исторически возникло в религиозном контексте иудаизма. Иудаизм и христианство относятся к авраамическим религиям.
Причины напряженности между христианством и иудаизмом не ограничены различиями в религиозных верованиях и догматах, существующими между любыми религиями. Длительная история преследований евреев со стороны христиан в значительной мере стала уже результатом существующей напряженности. Конфликт возник преимущественно по причине противоречивого положения Церкви по отношению к народу Израиля. Христианский антисемитизм (христианский антииудаизм) рассматривается многими учёными как начало антисемитизма в качестве полноценного социального явления. Он опирается преимущественно на выраженную уже в Новом Завете идею коллективной ответственности евреев за распятие Иисуса, а также на характеристику евреев как презренных и вечных врагов Христа и, следовательно, всех честных христиан.
Несмотря на враждебность и недоверие, иудаизм и христианство всегда проявляли некоторый интерес друг к другу.
Иудаизм связан с христианством, доминирующей религией на Западе, которое, в свою очередь, сыграло значительную роль в развитии западной культуры. Посредством христианства ценности еврейской национальной культуры стали достоянием общечеловеческой культуры.
Некоторые учения сочетают веру в Иисуса из Назарета и догматы христианства с элементами иудаизма (богослужебные практики, символика, обычаи), в частности, мессианский иудаизм.

## Сравнение иудаизма и христианства
Существуют как еврейские или иудейские стереотипные представления о христианстве, так и христианства об иудаизме. В различные периоды истории обращавшиеся к этим темам авторы акцентировали внимание на разных элементах обеих религий. Часто утверждается, в положительном или отрицательном смысле, что христианство преимущественно направлено на «потустороннее», тогда как иудаизм — на «посюсторонность»; христианский аскетизм противопоставляется иудейскому утверждению земной жизни и ценностей; христианская доктрина о посредничестве между людьми и Богом (через культ святых, иконопочитание и др.) — представлению иудеев о возможности непосредственного общения с Богом и его прощении; христианство как религия любви — иудаизму как религии «Закона»; христианский «универсализм» и иудейский «партикуляризму», церковная иерархия, имеющаяся во многих формах христианства — авторитету иудейских раввинов.
Сходные и связанные своим происхождением идеи, такие как первородный грех, искупительные страдания за чужие грехи, в контексте иудаизма и христианства существенно различаются. Сопоставлялись иудейские и христианские концепции греха и искупления, духа и плоти.
Иудаизм не признаёт концепции Троицы и искупительной жертвы Мессии, Сына Божьего на кресте. Христианство не признаёт, что раввинистическая традиция является верным толкованием по-прежнему действующих Божественных законов. Христианство является более терпимым по отношению к отступлениям от предписанных его учением правил поведения, чем к отступлению от догматов вероучения; в иудаизме это соотношение обратное. Существуют многие другие, но менее существенные различия.
Израильский религиовед Дэвид Флюссер считал христианство более бедной формой иудаизма и крайне антиеврейской религией. По его мнению, неспособность христианства обратить еврейский народ в новую веру как раз и является причиной сильной антиеврейской тенденции в христианстве.

## Влияние иудаизма на христианство
В иудаизме кроме официального религиозного служения в Храме важную роль также играли пророки, претендующие на то, что они передают Божественное откровение от Бога, как и Моисей, который непосредственно общался с Богом у неопалимой купины и на вершине Синая. В иудаизме периода Второго храма авторитет библейских пророков был очень высоким, и зарождение христианства многие исследователи связывают с направлением в иудаизме, для которого важное значение имели мессианские библейские пророчества и сверхъестественные проявления харизмы религиозных проповедников (пророков) . Еврейский мессианизм предсказывал приход «помазанного» лидера из Дома Давида, чтобы восстановить Божье правление в Израиле (Царствие Божие) вместо иноземных правителей того времени. Геза Вермеш указывает на ряд таких фигур последних веков ветхозаветной эпохи и в период появления Христа (100 год до н. э. — 100 год н. э.) Иоанн Креститель был одним из таких пророков и Иисус рассматривался в качестве его последователя. Учёные считают вероятной связь Иоанна с кумранской общиной, которая рассматривается в качестве одной из предшественниц первых христианских общин.
В том, что касается самого Иисуса, то его историчность является предметом многочисленных дискуссий. Большинство историков сходится во мнении, что по крайней мере два эпизода его жизни, крещение его Иоанном Крестителем и распятие Понтием Пилатом, являются историческими. Относительно других эпизодов среди исследователей нет консенсуса и они рассматриваются в той или иной степени легендарными. Неполнота источников не позволяет полноценно установить подробности жизни Иисуса, однако даёт возможность реконструкции существования раннехристианских общин. При этом следует учитывать, что информация эта в основном написана самими христианами.
После крещения Иисус проповедовал, по разным источникам, от года до трёх лет в основном в Галилее в мелких городках и рыбацких посёлках в окрестностях Тибериады. После появления в Иерусалиме он был осуждён там сначала религиозным судом синедриона, а затем приговорён к распятию римским прокуратором Понтием Пилатом.
Деятельность Иисуса, его учение и его отношения с учениками находятся в контексте истории еврейских религиозных движений конца периода Второго храма. В большей части своего учения и религиозной практики Иисус был ближе к фарисеям, чем к какому-то другому течению своего времени, но в то же время разделял крайние эсхатологические чаяния, которые были распространены в некоторых кругах. Однако на более поздней стадии развития, отражённой в Новом Завете, между иудеями и христианами начал возникать разрыв. В книгах Нового Завета в разной степени выражены антииудейские тенденции и идея ответственности иудеев за муки и смерть Христа. В воскресшем Господе, в муках Мессии-Спасителя христианство видит осуществление пророчеств Второисайи о «страждущем рабе Божьем». Развитие представлений о Мессии из рода царя Давида и небесном Сыне человеческом в сочетании с собственно христианскими идеями привели к формированию божественного образа Мессии, Спасителя и Искупителя.
Развитие и распространение под влиянием апостола Павла христианства в среде язычников привело к ещё большему взаимному отчуждению обеих сторон. В христианстве религиозно-этническая концепция Израиля была универсализирована: Церковь заняла место еврейского народа, были отменены мицвот (иудейские заповеди), место которых заняла вера в личность Иисуса-Мессии, что закрепило разрыв христианства и иудаизма.
Хотя Церковь использовала различные источники, сохранение ею иудейского Священного Писания, называемого в христианстве Ветхим Заветом как неотъемлемой части Библии, что остро обсуждалось во II веке н. э. — имело решающее значение для формирования христианского учения, которое заимствовало из иудаизма в том числе этические аспекты.
Церковь рассматривала христианство не как новую религию, но как воплощение обетований Библии (Ветхого Завета), которые выражены в завете (союзе) Бога с патриархами и пророчествах, таким образом, признавая, что в основе её лежит иудаизм. Иисус считается не просто избранным Богом спасителем, но обещанным сыном Давидовым, помазанником Божим (машиах бен Давид). По этой причине Церковь претендует на то, чтобы быть «истинным Израилем» Бога. С точки зрения христианства, именно мессианская универсализация спасительной миссии выражает избрание Богом Авраама, в семени которого благословляются все народы. Эта миссия вначале, в течение подготовительного периода, была вручена лишь одному народу (Израилю по плоти) — до прихода Мессии — Иисуса. Согласно учению Церкви, Закон отражал Божью волю в подготовительный период, но потерял свою действенность после того, как «был исполнен во Христе», на место Закона пришло царство благодати.
Развивая идею Церкви, отцы Церкви впоследствии в значительной мере прибегали к раввинскому истолкованию Песни песней в качестве аллегории, которая отражает отношения между Богом и Израилем. Многие специфически христианские положения входят в противоречие с иудаизмом, однако они или ряд составляющих их элементов в значительной мере являются результатом преобразования исходных еврейских идей, включая идею избранности, Святого Духа (руах ха-кодеш), Мессии и искупления, которое всей общине приносит смерть мучеников. Ранее христианство стремилось подкреплять свои представления отрывками из Ветхого Завета. В течение некоторого времени полемика между иудаизмом и христианством сводилась только к истолкованию Библии. Сформировался аналог христианского мидраша — аллегорические и тропологические, иносказательные толкования библейского текста, который искал намёки на христианские положения и доктрины практически во всей Библии.
Христианское учение заменило содержание древнееврейских понятий «сын человеческий» и «помазанник», «спаситель» на новозаветные с определениями евангельского толка. Таким образом, Ветхий Завет предоставлял большое число «доказательств» истинности Нового Завета, которыми считаются многочисленные примеры употребления понятий «сын человеческий» и «спаситель» в Пятикнижии, Пророках и Писаниях, что позволяло утверждать «изначальность» евангельских образов, а отказ «окаянных» принять христианство трактовать как «смертный грех», наказанием за который и стало «отверженье жидовьстѣ». Различия в ожиданиях пришествия Спасителя у иудеев и христиан привело к противопоставлению иудейского Машиаха христианскому Мессии. Апокалиптический образ «лжепророка», который гибнет вместе со «зверем багряным», с течением времени трансформировался в образ Антихриста. Эти оппозиции определили противопоставление «бывшего» «избранного Богом» народа «истинно верующим». Выводом стал обвинительный акт против иудеев.
Христианская литургия и формы христианского богопочитания несут на себе следы иудейского происхождения и влияния. Сам принцип церковного ритуала как собрания верующих для молитвы, чтения Писания и ведения проповеди является заимствованием из синагогального богослужения. Чтение отрывков из Ветхого и Нового Заветов является христианским вариантом иудейского чтения Торы и книги Пророков в синагоге. Важная роль в христианской литургии отведена Псалмам. Ряд ранних христианских молитв (ср. «Апостольские постановления» 7:35-38; «Дидахе», главы 9-12) являются заимствованием или переработкой иудейских оригиналов. Иудейское происхождение имеют многие молитвенные формулы (такие как аминь, аллилуйя и осанна), молитвы «Отче наш», ср. Каддиш) и многие обряды, например, крещения. Важнейшее христианские таинство — евхаристия (причастие) — имеет в своей основе предание о последней трапезе Иисуса с учениками (Тайной вечере), которую Новый Завет в некоторых своих местах отождествляет с пасхальной трапезой. Причастие включает ряд традиционных иудейских элементов, таких как преломление хлеба и чаша вина (кос шел браха). Впоследствии ранние христианские толкователи стали понимать Тайную вечерю в качестве жертвоприношения в праздник Песах, где Иисус как агнец Божий являлся истинной жертвой. Христианство после своего отделения от иудаизма и распространения в римской среде многое переняло из языческих элементов и образа мышления — произошла эллинизация Евангелия, однако многое из того, что ранее рассматривалось как чисто эллинистическое, в действительности оказалось заимствованным из некоторых форм иудаизма того времени. Кумранские рукописи, а также апокрифические и псевдоэпиграфические источники, свидетельствуют, что в данный период действовало значительно большее число разнообразных еврейских религиозных течений, чем считалось ранее, а элементы раннего христианского учения, явно выходящие за пределы норм фарисейского иудаизма, могли восходить к различным формам сектантского иудаизма, а не только непосредственно к эллинизму. Для христианства его сходство с иудаизмом служило в качестве доказательства воплощения в христианской религии всего истинного в Ветхом Завете, тогда как иудеи сохранили «пустую скорлупу», выродившуюся и испорченную форму ранее истинной религии.
С распространением христианства среди язычников в нём усилились нееврейские влияния, и после императора Константина и принятия христианства в качестве официальной религии в Римской империи в IV веке традиционные эллинистические гражданские, общественные и культурные антиеврейские представления соединились с собственно христианскими богословскими мотивами.
В Средневековье и Новое время интеллектуальный контакт между иудаизмом и христианством, и, таким образом, между иудаизмом и западной культурой, продолжался. Святой Иероним в V веке перевёл еврейскую Библию на латынь (Вульгата) с помощью еврейских учёных; экзегетическая работа учёных монастыря Святого Виктора в XII веке во многом опиралась на еврейских учёных; библейский комментарий Раши был важным источником для Мартина Лютера. Еврейские мыслители способствовали распространению интеллектуальных достижений исламского мира в христианской Европе и внесли в них собственный вклад. Еврейские мыслители, такие как Маймонид, Ибн Габирол, а в новое время особенно Мартин Бубер, оказывали влияние на христианских богословов и толкователей Библии.
Еврейская мифология оказала глубокое влияние на христианскую мифологию, а также на мировую культуру в целом.

## Влияние христианства на иудаизм
Христианство также влияло на еврейских мыслителей не только напрямую, но и опосредованно — посредством «культурного осмоса». Так, И. Бер пытался показать специфическое влияние христианства на ряд аспектов религиозной мысли, включая понимание книги Зоар, и религиозной практики Хасидей Ашкеназ. Оценка христианства в раввинистической традиции повлияла также на сферу Галахи. Требования последней, в свою очередь, оказывали влияние на теоретический подход раввинских авторитетов. Христианские изыскания в области библеистики (библейская критика) оказывали воздействие на современные еврейские исследования в библейской области, однако христианские исследования до настоящего времени в некоторой мере демонстрируют традиционные антиеврейские представления, о которых Ш. Шехтер писал: «Высшая критика — это высший антисемитизм».
Литургические нововведения реформистского иудаизма проводились под влиянием протестантизма.

## Отношение христианства к иудаизму
Церковь рассматривала христианство не как новую религию, но как воплощение обетований Библии (Ветхого Завета), которые выражены в завете (союзе) Бога с патриархами и пророчествах, таким образом, признавая, что в основе её лежит иудаизм. Иисус считается не просто как избранным Богом спасителем, но обещанным сыном Давидовым, помазанником Божим (машиах бен Давид). По этой причине Церковь претендует на то, чтобы быть «истинным Израилем» Бога. С точки зрения христианства, именно мессианская универсализация спасительной миссии выражает избрание Богом Авраама, в семени которого благословляются все народы. Эта миссия вначале, в течение подготовительного периода, была вручена лишь одному народу (Израилю по плоти) — до прихода Мессии — Иисуса. Согласно учению Церкви, Закон отражал Божью волю в подготовительный период, но потерял свою действенность после того, как «был исполнен во Христе», на место Закона пришло царство благодати. Это учение, а также евангельские рассказы о критике Иисусом фарисеев как лицемеров и представителей механического ритуал, создавали враждебность.
В условиях стремления отделить зарождающееся христианство от иудаизма и с целью ограничить «иудаизацию» христианства словесные нападки на евреев и иудаизм стали обычным явлением. Во многих местах коллективно выдвигались прямые провокационные обвинения: евреи — ненавистники человечества или педантичные, злобные законники. Часто сами действия и слова евреев рассматривались как их самообвинения. В то время как дохристианский антисемитизм возник на основе более или менее сознательного негативного восприятия исключительности, своеобразного поведения евреев и других связанных с этим факторов, христианский антисемитизм процветал благодаря идее коллективной ответственности евреев за распятие Иисуса, а также характеристике евреев как презрительных и вечных врагов Христа и, следовательно, всех честных христиан.
Одну из основ антииудаизма христианской литературы составила замена содержания древнееврейских понятий «сын человеческий» и «помазанник», «спаситель» на новозаветные с определениями евангельского толка. Таким образом, Ветхий Завет предоставлял большое число «доказательств» истинности Нового Завета, которыми считаются многочисленные примеры употребления понятий «сын человеческий» и «спаситель» в Пятикнижии, Пророках и Писаниях, что позволяло утверждать «изначальность» евангельских образов, а отказ «окаянных» принять христианство трактовать как «смертный грех», наказанием за который и стало «отверженье жидовьстѣ». Различия в ожиданиях пришествия Спасителя у иудеев и христиан привело к противопоставлению иудейского Машиаха христианскому Мессии. Апокалиптический образ «лжепророка», который гибнет вместе со «зверем багряным», с течением времени трансформировался в образ Антихриста. Эти оппозиции определили противопоставление «бывшего» «избранного Богом» народа «истинно верующим». Выводом стал обвинительный акт против иудеев.
В рамках христианской традиции создавалась специальная литература Adversus Judaeos — против иудеев: выпускались полемические прокламации и памфлеты, доказывающие ошибочность иудаизма и обвиняющие евреев в различных преступлениях. В создании этой литературы принимали участие известнейшие представители христианской церкви как на Востоке, так и на Западе христианского мира. Принципы, заложенные в этой антиеврейской христианской литературе, нашли отражение в политической жизни и повлияли на отношение римских властей к еврейским общинам и на имперское законодательство, касающееся евреев.
Антисемитская полемика, характерная для раннего христианства, и включение полемического материала в христианское богословие имели существенные последствия для будущих иудейско-христианских отношений. Христианство обосновывало свою актуальность в том числе тем, что с точки зрения христиан, послание иудаизма устарело; это демонстрировалось разрушением и слабостью еврейского народа, чему сами христиане могли способствовать при помощи вспышек антисемитского насилия или антиеврейского законодательства. С ростом христианства, резко противостоящего евреям и иудаизму, литературный антисемитизм стал неотъемлемой частью литературы средиземноморско-европейского мира и продолжал оставаться таковым пока западная литература существовала в рамках христианской религии.
Эстетические средства, при помощи которых христианские литературные антисемитские тексты возлагают ответственность за распятие Иисуса на весь еврейский народ, включая прошлые, настоящие и будущие поколения, являются практически постоянными в корпусе текстов, которые были вошли в канон Нового Завета, в проповедях отцов Церкви и в рамках религиозных праздников, которые трансформировались в мистерии и страстные пьесы, достигшие пика популярности в позднем Средневековье и эпоху раннего Возрождения.
Для христианства сходство его с иудаизмом служило в качестве доказательства воплощения в христианской религии всего истинного в Ветхом Завете, тогда как иудеи сохранили «пустую скорлупу», выродившуюся и испорченную форму ранее истинной религии. Попытки насильственного крещения евреев не были редкими, однако ранними отцами церкви и средневековой церковью подлинная миссионерская деятельность среди евреев не поощрялась. Миссионерское богословие исходит из предпосылки, что Евангелие («благую весть») необходимо проповедовать тем, кто эту весть не знает. Евреи, однако, с точки зрения христианства, принадлежат к другой категории. Они первыми получили Божественной обетование и «благую весть», но отвергли их, поэтому продолжают жить лишь как живое свидетельство упрямства, ослепления и Божьего гнева. В то же время христиане принуждали евреев принимать участие в религиозных диспутах и выслушивать миссионерские проповеди, что среди прочего способствовало враждебности между этими двумя группами.
После трансформации христианства в государственную религию Римской империи, а затем и других стран, в отношении евреев были созданы особые богословские теории, касающиеся их места в установленной, с точки зрения государственного христианства, Богом структуре мира и их судьбы. Появились различные формы законодательства относительно евреев, основанного на римском праве, каноническом праве, а также различных указах и дискриминационных постановлениях, издававшихся правителями, феодальными князьями и городами. В редких случаях евреи освобождались властями от некоторых ограничений и получали отдельные привилегии.
В рамках народной религии сложилось отношение к евреям, подкрепляемое верным или ошибочным восприятием богословских доктрин, например, в мистериях о страстях Господних. В условиях идейного господства церкви естественным образом возникала идея, что евреи находятся за пределами освящённого церковью порядка общества и, как следствие, они воспринимались как члены параллельной, прямо противоположной, антицерковной структуры — «синагоги Сатаны».
По мнению социолога Колетт Гийомен, христианский антииудаизм, в отличие от расового антисемитизма, не исключает евреев полностью, поскольку христианское учение содержит идею о единстве человечества и предлагает евреям спасение через обращение. Жанна Фавре-Саада отмечала, что этому противоречит политика церквей, их конкретные действия в отношении евреев и заявления священнослужителей — во времена l’age de la foi, но особенно в XIX и XX веках; христианство не может быть сведено к наиболее официальному изложению своего учения, и часто сама религиозная власть противоречит учению.
Христианский антисемитизм оказал глубокое влияние на последующие разновидности антисемитизма вплоть до современных. Так, широкое распространение антисемитского законодательства и почти повсеместное соучастие неевреев в актах уничтожения евреев нацистами необъяснимы без учёта масштабного многовекового явления христианского антисемитизма.
Сроки конца света в христианстве не определены, в связи с чем всегда находились те, кто пытался найти видимые и невидимые знаки приближения Апокалипсиса. В религиозной среде Средневековья выбор виновников был небольшим, подозрения обычно падали на иудеев. Изначальный христианский антииудаизм — идея «греха иудеев» переносится на тематику конца света и трансформируется в аргумент финальной космической драмы, соединяясь с образом антихриста и «колена Данова». На протяжении многих веков, темы ожидания антихриста и его связи с евреями вспыхивали, обычно независимо друг от друга, в периоды наибольшего социального напряжения, на исторических переломах, однако христианская эсхатологическая мысль и литургическая рутинная повседневность обычно обходились без этих двух элементов.
В рамках идеалистической философии XIX века, несмотря на многообразие определений христианства, которые были предложены разными его представителями, такими как Иммануил Кант, Г. Ф. Гегель, И. Г. Фихте, все они утверждали превосходство христианства над иудаизмом.
Только в XVII веке в пуританских и некоторых кальвинистских и пиетистских кругах стало формироваться новое отношение к евреям. Эта трансформация дала новый стимул для миссионерской деятельности, поскольку евреи, при положительном отношении к ним, стали восприниматься в качестве «благородного народа» Ветхого Завета, который в надлежащее время «достигнет совершенства Нового Завета».
После того, как антисемитские тенденции достигли полного развития и нашли свое окончательное выражение в событиях XX века, некоторые христианские круги подвергли пересмотру свои позиции. Возникло представление, что антисемитизм в фундаментальном смысле обладает также антихристианской природой и даже в антихристианском (нацистском, советском и др.) антисемитизме присутствует доля вины христианства. По этой причине многие современные христианские мыслители предпринимали попытки переосмыслить концепцию христианства в качестве истинного осуществления обетования библейского Израиля так, чтобы она не входила в противоречие с легитимностью существования еврейского народа, не умаляла его достоинства и в то же время не подрывала основные христианские положения. Они пытались изменить традиционное антиеврейское представление о послебиблейском иудаизме как о мёртвом или закоснелом, лишённом духовной жизни и динамизма. Многими христианами переосмысливается отношение к иудаизму в узкорелигиозном аспекте, — к иудаизму как к вероисповеданию. Они и не понимают, как оценивать такие «светские» еврейские явления, такие как сионизм и современное Государство Израиль. Христианский мир не преодолел двойственности, которая исходит из связи с иудаизмом и отличия от него.
Перемена в отношении христиан к иудаизму более характерна в плане западного христианства — католицизма и протестантизма, но не восточных церквей. Православные и другие восточные христианские церкви являются более консервативными, их богословские труды и литургия и в настоящее время сохраняют антиеврейские идеи.
Католики и протестанты «сняли» с иудеев «вину» за распятье Христа и исключили любые антиудейские намёки из своих богослужебных текстов, тогда как в русском православии ситуация остаётся неоднозначной. В марте 1993 года в Афинах состоялась встреча православных священнослужителей с раввинами, на которой обсуждался вопрос антииудейских материалов в литургических текстах православной церкви. Это событие вызвало резкую негативную реакцию у православных фундаменталистов, которые увидели в этом святотатство и признак апостасии.
После Второй мировой войны христианские церкви осудили использование нацистами произведений Иоанна Златоуста, объяснив его слова ссылкой на исторический контекст. Вальтер Лакер отмечает, что в IV веке общий дискурс был жестоким и агрессивным и что в то время, когда христианская церковь боролась за выживание и признание, милосердие и прощение не были востребованы.

## Отношение иудаизма к христианству
Евреи называли христиан, начиная с ранних христиан, ноцрим, то есть последователями Иисуса из Назарета (Нацрата), — это обозначение сохранилось до настоящего времени. Если в современных европейских языках прилагательное христианский приобрело значение всего нравственного и достойного похвалы, то у евреев это слово получило неодобрительный оттенок, в основном по причине контраста между провозглашаемыми высокими христианскими идеалами (религии любви и смирения) и действительностью, включая погромы, дискриминацию и преследование евреев со стороны христиан.
С течением времени иудеохристиане были отнесены к категории сектантов, которые отвергнуты и отлучены еврейской общиной как еретики (миним). Отвержение еретиков, которое провозглашается в ежедневной молитве Амида, исключило участие иудеохристиан в синагогальном богослужении, что завершило их отделение от иудеев.
В процессе расхождения между иудаизмом и христианством, в особенности после трансформации христианства в официальную религию Римской империи в IV веке, восприятие фигуры Иисуса раввинами становится всё более критическим по ряду причин: иудейских законоучителей не убеждали доводы в пользу его мессианства; в христианских странах иудеи подвергались преследованию; Христианская церковь нередко отрицала, что иудеи имеют завет с Богом, и занималась распространением антииудейских и антисемитских учений, например, обвинения в «богоубийстве». Эти причины были взаимосвязаны между собой: в условиях христианского антисемитизма и гонений иудеи считали невозможным видеть в Иисусе «избавителя Израилева».
После исчезновения иудеохристианских сект и победы нееврейского христианства стать христианином для еврея в течение веков означало отступиться от веры своих отцов и покинуть еврейскую общину. Лишь в новейшее время некоторые миссионерские и другие круги выдвинули идею, что еврей может уверовать в Иисуса Христа, признать его в качестве Мессии, то есть стать христианином и при этом оставаться евреем в этнонациональном контексте.
С точки зрения иудаизма, личность Иисуса из Назарета не имеет никакого религиозного значения, и признание его мессианского статуса и, соответственно, использование титула Христос по отношению к нему неприемлемо. В иудейских религиозных текстах той эпохи нет упоминаний о личности, которую можно было бы достоверно отождествить с Иисусом.
Иудеи настаивали на исключительном праве на Библию и её верное истолкование и часто считали, что её христианское истолкование является ересью, фальсификацией и идолопоклонством. Христианство в целом иудеи также часто рассматривали как идолопоклонство, в особенности после того, как оно перестало быть иудейской сектой, стало господствующей религией и приняло свою средневековую форму, которая предполагает том числе использование в культовых целях изображений. Этот взгляд усиливался тем, что в течение многих веков на еврейскую философию влияла главным образом исламская мысль, в рамках которой, как и в иудаизме, понятие о Боге, в отличие от христианского, является строго монотеистическим.
В целом законоучители Талмуда относились к христианству отрицательно, но точнее это восприятие определить сложно, поскольку начиная с первой половины XIII века под воздействием католической цензуры, позднее принятой также другими христианскими церквами, во всех галахических и аггадических текстах текстах Галахи и Аггады) слово ноцри (христианин) заменялось неравнозначным мицри (египтянин), амалеки (амалекитянин), цдуки (саддукей) и кути (самаритянин). Кроме того, отношение законоучителей Талмуда и последующих иудейских авторитетов к иноверцам включало широкий диапазон мнений: от крайней неприязни и презрения (Шаб. 14б; Кт. 111а и другие) до их уравнения с евреями перед Богом и перед людьми (БК. 38а, 113б; Хул. 94а и др.).
В авторитетной раввинистической литературе нет единого мнения, считать ли христианство с его тринитарной и христологической догматикой, разработанной в IV веке, идолопоклонством (язычеством) или же приемлемой (для неевреев) формой монотеизма, известной в Тосефте как шитуф — термин подразумевает поклонение истинному Богу вместе с «дополнительными». Раввинскими авторитетами обсуждался вопрос, должны ли законы и запреты, касающиеся торговли и отношений с идолопоклонниками, распространяться также на христиан.
Для иудеев христианский мир представлялся воплощением Рима, символами которого являлись Эдом или Исав, злой силы этого мира, стремящейся к уничтожению Иакова-Израиля — олицетворения народа Израиля. Последний спасается лишь благодаря обетованию и милосердию Божьему. Некоторые иудейские еврейские мыслители, например, Иехуда ха-Леви и Маймонид, высказывали предположение, что христианство, которое признаёт божественное происхождение Библии и является менее политеистическим, чем обычное и «примитивное» язычество, служит орудием Провидения, задача которого состоит в постепенном приближении неевреев к истинной религии — иудаизму.
Авторитетный иудейский богослов Маймонид (ум. 1204) считал христианство ярким примером идолопоклоннической ереси:

<…> и всё происшедшее с Йешуа Ганоцри и с пророком измаильтян, который пришёл после него, было подготовкой пути для царя Машиаха, подготовкой к тому, чтобы весь мир стал служить Всевышнему, как сказано: «Тогда Я вложу в уста всех народов ясные речи, и станут люди призывать имя Господа и будут служить Ему все вместе» (Соф. 3:9). Каким образом [те двое способствовали этому]? Благодаря им весь мир наполнился вестью о Машиахе, о Торе и о заповедях. И достигли эти вести дальних островов, и среди многих народов с необрезанным сердцем начали рассуждать о Машиахе, и о заповедях Торы. Одни из этих людей говорят, что заповеди эти были истинными, но в наше время потеряли силу, ибо были даны только на время. Другие — что заповеди следует понимать иносказательно, а не буквально, и уже пришёл Машиах, и объяснил их тайный смысл. Но когда придёт истинный Машиах, и преуспеет, и достигнет величия, сразу все они поймут, что научили их отцы ложному и что их пророки и предки ввели их в заблуждение.— Рамбам. Мишне Тора, Законы о царях и о войне, гл. 11:4.
К Средним векам экономические и социальные условия в христианских и исламских странах стали причиной учащения контактов евреев с иноверцами, что привело к смягчению, а затем и отмене ряда связанных с данным вопросом галахических постановлений. Средневековые галахисты снисходительно относились к нарушению запретов в отношении взаимоотношений с иноверцами, включая употребление хлеба, вина, молочных и других продуктов, которые приготовлены иноверцами. Рассматривая эти и ряд подобных предписаний, один из наиболее авторитетных прованских раввинов Менахем бен Шломо Меири (1249—1316), в «Бет ха-бхира» («Дом избранный», то есть Храм; введение к трактату Авода Зара) писал: «В наши времена никто не следует этим обычаям, ни гаон, ни рабби, ни учёный». Меири Менахем разделял идолопоклонников с одной стороны, и христиан и мусульман — с другой. Единобожников он называл людьми, «которых сдерживает их вера», и призывал относиться к ним как к равным в экономическом и социальном аспектах, однако опасался, что результатом этого может стать утрата особенностей еврейского жизненного уклада. В этом Меири был последователем некоторых тосафистов, по словам которых «иноверцы в наших местах [то есть христиане] не поклоняются идолам, но чтят Творца небес и земли» (Тос. к Ав. Зар. 2а, к Санх. 63б и к Бх. 2б). Противоположную позиция занимал Маймонид, согласно которому, что «христиане [в цензурованных изданиях — кна’аним — ханаанеяне] являются идолопоклонниками» (Майм. Яд., Хилхот аккум 9:4) и к ним в полной мере должны применяться галахические ограничения.
Еврейская моралистическая литература Средневековья также демонстрирует двойственное отношение к иноверцам. Так, в «Сефер хасидим» содержатся наставления избегать любых связей с христианами, и в ряде мест произведение превосходит в этом отношении Талмуд, однако в нравоучительных разделах книги содержится призыв строго выполнять этические предписаний в отношениях с ними. Автор «Сефер-хасидим» и Моше бен Я‘аков из Куси считали, что долг еврея служить образцом добропорядочности для христиан и мусульман, «ибо Бог рассеял Израиль по всему миру, дабы его сыновья [своим поведением] обратили народы земли в почитателей нашей веры». Некоторыми более поздними авторитетами ещё настойчивее подчёркивалась необходимость смягчения в толковании галахических законов относительно иноверцев, в том числе христиан. Так, Ицхак бар Шешет Берфет писал в конце XIV века: «Мы не должны полагать, что такие ограничения [в отношении иноверцев] были созданы как твердо установленные предписания, которые нельзя изменять; наоборот, их первоначально создавали только для того, чтобы они отвечали нуждам данного поколения, данного места и данного времени» (респонс 119). Шломо бен Адерет (1235—1310), испанский раввин, крупнейший галахист своего поколения, называл христианство меньшей формой монотеизма, в которой отсутствует единый Бог иудаизма.
В поздней Античности и раннем Средневековье существовала еврейская антихристианская полемика. В раннем Средневековье произошли значительные изменения в терминах иудейско-христианских дебатов, вызванные выходом на сцену третьей стороны, ислама.
На протяжении почти тысячи лет религиозные дебаты между христианами и иудеями основывались почти исключительно на еврейских писаниях. Поднимались одни те же вопросы, оспаривались те же отрывки из писаний. Более широкие вопросы, поднятые иудеями, касались методологии: могут ли христиане выдвигать убедительные аргументы, основанные на еврейских писаниях, не зная оригинального еврейского текста; могут ли библейские стихи относиться как к лицам и событиям в древности, так и к событиям, которые произошли во время жизни Иисуса из Назарета.
В 1263 году в королевском дворце в Барселоне в присутствии короля Хайме I Завоевателя состоялся один из наиболее известных христианско-еврейских диспутов, где сторону христиан представлял крещёный еврей Пабло Кристиани, иудеев — рабби Моше бен Нахман (Нахманид). Центральным вопросом стала концепция Мессии: имеет ли он божественную или человеческую природу, явился он или ещё нет. Нахманид получил разрешение свободно высказать свою позицию и заявил, что Иисус не может являться Мессией, поскольку после его появления в мире продолжаются войны, хотя согласно библейским пророчествам, приход Мессии положит им конец. Этот традиционный иудейский аргумент в споре с христианами он дополнил тем, что войны не только не прекратились, но, напротив, они стали неотъемлемой частью христианского мира. Нахманид, обращаясь к королю, заявил, что христианство с его учением, согласно которому Бог, будучи творцом мира, стал зародышем во чреве еврейки, затем родился, вырос, его схватили враги, он был приговорён к смерти и казнён, — противоречит разуму и природе вещей, а библейские пророки никогда подобного не говорили. Диспут прекратили на четвёртый день по инициативе христианского духовенства, которое опасалось поражения. Инквизиция потребовала, чтобы Нахманид представил письменное изложение его тезисов.
Некоторыми еврейскими мыслителями принимались христианские нормы, но они стремились при этом доказать, что эти нормы свойственны также иудаизму; другие подчёркивали противоречия между двумя религиями и отвергали то, что они считали христианскими нормами.
В значительно более положительных выражениях высказывался ряд галахических авторитетов на протяжении XVIII века. Так, силезский раввин и экзегет Иехиэль Михл бен Уззиэль утверждал, что «под термином аккум подразумеваются [во всех наших источниках] поклоняющиеся звёздам и планетам, то есть народы, которые не имеют какой-либо религии… что совершенно исключает… не отвергающих веру в Творца» («Незер ха-кодеш», 1719). Эту позицию разделял известный талмудист Меир бен Ицхак Эйзенштадт (Махарам Аш, 1670?-1744; «Паним меирот» 3:15, 1738). Крупный раввин Яков Эмден отмечал: «Уже давно известно, что те народы мира, которые признают основы Моисеева Закона, не считаются язычниками» («Шеелат Я‘бец» 1:41, 1736). Крупный галахический авторитет Иехезкель Ландау писал: «Я категорически заявляю, что… названия гой, аккум и т. п. ни в коем случае не могут применяться к народам, среди которых мы живём». Исраэль Лифшиц (1782—1860), известный своим выдающимся комментарием к Мишне, именовал христиан «наши братья среди народов Земли, признающие единство Бога, почитающие Священное Писание и соблюдающие законы Ноевых сынов» (комментарий к БК. 4:4).
Современный ортодоксальный иудаизм, исключая некоторые крайние малочисленные группы наподобие Лиги защиты евреев, разделяет основные позиции ахароним. Законы справедливости, которые провозгласил иудаизм, равны для всех людей вне зависимости от их национальности и вероисповедания и соблюдение их доступно для любого человека и обязательно по отношению ко всем.
Стивен Сэмюэл Уайз, реформистский раввин, один из сионистских лидеров и президент Американского еврейского конгресса, подверг христианский мир критике за неспособность предпринять действия для спасения евреев Европы от истребления нацистами. По его мнению, христианский мир «утратил свою способность к моральному и духовному выживанию». по словам Уайза, «если бы Германия сказала: мы истребим всех католиков в пределах нашей досягаемости, Ватикан бы выступил против, католики выступили бы против, вмешались бы протестанты. Ни один народ не был бы оставлен на истребление без организованного, эффективного вмешательства, кроме евреев».